# Ehrwalder Straße (L391)
De Ehrwalder Straße (L391) is een 7,58 kilometer lange Landesstraße (lokale weg) in het district Reutte in de Oostenrijkse deelstaat Tirol. De straat is een zijweg van de Fernpassstraße (B179) en voert langs Biberwier (989 m.ü.A.) en Ehrwald (994 m.ü.A.). Net voorbij Ehrwald komt de L391 uit op de gelijknamige Bundesstraße, de B187, die uiteraard niet met de landesstraße verward moet worden.,
Over de Ehrwalder Straße reden in 2005 gemiddeld 2072 voertuigen per dag, waarvan gemiddeld 157 vrachtwagens.